# Parabezzia williamsi
Parabezzia williamsi är en tvåvingeart som beskrevs av Wirth 1965. Parabezzia williamsi ingår i släktet Parabezzia och familjen svidknott.
Artens utbredningsområde är Michigan. Inga underarter finns listade i Catalogue of Life.